# Gallodoro
Gallodoro – miejscowość i gmina we Włoszech, w regionie Sycylia, w prowincji Mesyna.
Według danych na rok 2004 gminę zamieszkiwało 409 osób, 68,2 os./km².